# Gwénola Morizur
Gwénola Morizur est une auteure née en 1981 dans le Finistère.

## Biographie
Gwénola Morizur est née en 1981. Elle exerce comme médiatrice à la maison de la poésie à Rennes. Elle écrit des livres pour la jeunesse, comme Aldo, Bakar Bakarrik / tout seul (Éditions Matahami), Les yeux d'Alix, un ouvrage jeunesse sur le handicap visuel (2015). Elle est également « auteur de recueils de poésies et de romans de commande ».
Encouragée par le scénariste Kris (Un homme est mort) qui l'incite à transformer ses souvenirs en scénario, elle scénarise Bleu pétrole, dessiné par Fanny Montgermont et paru en 2017 chez Bamboo. L'ouvrage retrace le naufrage de l'Amoco Cadiz en mars 1978, ainsi que la bataille judiciaire qui s'est ensuivie, menée par le maire contre les armateurs pour obtenir réparation : présenté sous le nom de Léon Larzé, le personnage renvoie en réalité au grand-père de l'auteure, Alphonse Arzel, qui à l'époque était maire de Ploudalmézeau. À travers l'angle d'une fiction, l'album met en scène Bleu, la fille du maire, présente cette famille bretonne et aborde notamment les thèmes de l'écologie et du handicap,.
Elle collabore ensuite avec Marie Duvoisin, qui dessine Nos embellies (Bamboo, 2018). L'ouvrage met en scène Lily, qui découvre qu'elle est enceinte alors que son compagnon, qu'elle n'a pas informé, s'absente et lui confie son neveu, Balthazar. Lily se lance ensuite dans un voyage où se croisent des personnages dans une intrigue « douce et tendre ».

### Vie familiale
En 2017, Gwénola Morizur est mère de deux enfants.

## Œuvres
- Igrec ou bien, éd. Contre-allées, coll. Lampe de poche, 2012  (ISBN 978-2-916717-31-9) (BNF 42738514)
- Adèle & Alicante (textes), images d'Elice Meng, éd. Chambon-sur-Lignon, coll. Poèmes pour grandir, 2014  (ISSN 0297-2697)  (ISBN 978-2-84116-198-0) (BNF 43793163)
- Les yeux d'Alix (textes), illustrations de Fanny Brulon, Éditions D'un monde à l'autre, 2015  (ISBN 978-2-918215-27-1) (BNF 44453486)
- Bleu pétrole (scénario), dessins et couleurs de Fanny Montgermont, éd. Bamboo, coll. Grand angle, 2017  (ISBN 978-2-8189-4096-9) (BNF 45257845)
- Clic ! (textes), illustrations de Valentin Gall, Éditions Belize, 2017  (ISBN 978-2-37204-027-3) (BNF 45315450)
- Nos embellies (scénario), dessins et couleurs de Marie Duvoisin, éd. Bamboo, coll. Grand angle, 2018  (ISBN 978-2-8189-4461-5) (BNF 45462507)
- Au carrefour des mondes : nos lettres persanes (textes), illustrations de Laëtitia Rouxel, éd. Locus Solus, 2019  (ISBN 978-2-36833-243-6) (BNF 45824015)

## Récompenses
- 2018 : Prix Artémisia, mention spéciale du documentaire, pour Bleu pétrole avec Fanny Montgermont[9] ;
- 2019 : 28e prix « Bulles en fureur », catégorie Ados, pour Nos embellies, avec Marie Duvoisin[10].